# 漫步星期六
《漫步星期六》（日語：ぶらぶらサタデー），富士電視台及部分其他富士電視網的電視台於2012年4月7日開始，逢星期六中午12:30至13:30播放的旅遊、綜藝節目。

## 概要
以往每年僅播放四五回的單發「悠閒之旅節目」獲得觀眾很高的評價，從2012年4月開始常規播出。打頭陣的是單發時期在週六中午收視率創下兩位數奇蹟的「美川憲一和春菜愛的悠閒之旅」（美川憲一&はるな愛のぶらり旅），由美川憲一和春菜愛介紹著名景點和街道裡的珍奇。此外，還有毒舌王有吉弘行和富士電視台美女主播生野陽子主持的散步節目「有吉君的正直散步」，接觸和領略各地的風土人情。
目前節目規劃由上述兩個企劃組成，每兩週輪換一次。

## 出演者
美川憲一和春菜愛的悠閒之旅
- 美川憲一
- 春菜愛

有吉君的正直散步
- 有吉弘行
- 生野陽子（富士電視台播報員）

## 各話內容
美川憲一和春菜愛的悠閒之旅
| 回數 | 播放日期      | 地方                                    |
| ---- | ------------- | --------------------------------------- |
| 1    | 2012年4月7日  | 東京都文京區、台東區 谷根千             |
| 2    | 2012年4月14日 | 東京都文京區、台東區 谷根千             |
| 5    | 2012年5月5日  | 埼玉縣川越市                            |
| 6    | 2012年5月12日 | 埼玉縣川越市                            |
| 9    | 2012年6月2日  | 東京都千代田區、新宿區 神田川下、神樂坂 |
| 10   | 2012年6月9日  | 東京都千代田區、新宿區 神田川下、神樂坂 |

有吉君的正直散步
| 回數 | 播放日期      | 地方                      |
| ---- | ------------- | ------------------------- |
| 3    | 2012年4月21日 | 東京都葛飾區              |
| 4    | 2012年4月28日 | 東京都大田區 田園調布     |
| 7    | 2012年5月19日 | 東京都世田谷區 明治大學前 |
| 8    | 2012年5月26日 | 東京都台東區 御徒町       |
| 11   | 2012年6月16日 | 東京都江東區 門前仲町     |
| 12   | 2012年6月23日 | 東京都練馬區 上石神井     |

## 播放資料
| 播放地域   | 電視台                | 電視網     | 播放日期、時間     | 備註       |
| ---------- | --------------------- | ---------- | ------------------ | ---------- |
| 關東廣域圏 | 富士電視台（CX）      | 富士電視網 | 週六 12:30 - 13:30 | 制作電視台 |
| 岩手縣     | 岩手可愛電視台（mit） | 富士電視網 | 週六 13:00 - 14:00 | 約遲2個月  |
| 宮城縣     | 仙台放送（OX）        | 富士電視網 | 週六 15:45 - 16:45 | 遲14日     |
| 山形縣     | 櫻桃電視台（SAY）     | 富士電視網 | 週六 12:00 - 13:00 | 遲14日     |
| 福島縣     | 福島電視台（FTV）     | 富士電視網 | 週六 13:00 - 14:00 | 遲7日      |
| 石川縣     | 石川電視台（ITC）     | 富士電視網 | 週六 12:00 - 13:00 | 遲14日     |
| 鹿兒島縣   | 鹿兒島電視台（KTS）   | 富士電視網 | 週六 12:00 - 13:00 | 遲14日     |

## 外部連結
- 官方網頁 （页面存档备份，存于）